# Flemming Povlsen
Flemming Povlsen   (Brabrand, 3 de desembre de 1966) és un exfutbolista danès de la dècada de 1990.
Fou 62 cops internacional amb la selecció de Dinamarca. Pel que fa a clubs, defensà els colors de 1. FC Köln, PSV Eindhoven i Borussia Dortmund.